# Eóganacht Raithleann
Les Eóganacht Raithleann ou Uí Echach Muman forment une branche de la famille des Eóganachta, la dynastie régnante du royaume de Munster (en irlandais : Muman) du Ve siècle au Xe siècle. Ils tirent leur nom de Raithleann, leur résidence dans le comté de Cork. Des archéologues pensent que le cercle fortifié de Garranes, dans la paroisse de Templemartin, près de Bandon, pourrait avoir été Rath Raithleann, le siège royal de la dynastie des Eóganacht Raithleann. 

## Historique
Eóganacht Raithleann descendent de Mac Cass, fils de Corc mac Luigthig, le fondateur et premier roi de Cashel, par son fils Echu. 
Au VIe siècle, les Uí Echach Muman se séparèrent en deux groupes principaux : 
- les Uí Láegaire, descendants de Lóegaire mac Crimthainn (un petit-fils d'Echu), s'étendirent vers l'ouest en direction de Bantry dès le VIIIe siècle. D'eux sont issus les Ua Donnchadha, ou O'Donoghue, un sept dont les chefs s'installèrent plus tard dans le comté de Kerry. Cette branche est toujours représentée par les O'Donoghue des Glens, Princes de Glenflesk ;
- les Cenel nÁeda, descendants d'Áed Ualgarb mac Crimthainn (un autre petit-fils d'Echu), donnèrent leur nom à la baronnie de Kinalea, dans le sud du comté de Cork. Un important sous-sept des Cenel nÁeda étaient les Cénel mBéicce, qui descendaient de Bécc mac Fergusa (mort en 661) et qui donnèrent leur nom à la baronnie de Kinelmeaky. Ils devinrent plus tard les O'Mathghamhna, ou O'Mahony.

Les membres de la branche de Raithleann n'accédèrent que rarement au trône de Muman. D'après la tradition, Mac Cass mourut avant son père, Conall Corc. Celui-ci reprit l'héritage de son fils et envoya son petit-fils Echu dans le sud, l'excluant de ce fait du cercle rapproché des Eóganachta. Dans ses territoires du Desmond, la branche de Raithleann était semi-indépendante, bien qu'elle ait pu parfois être soumise aux Eóganacht Locha Léin lorsque ceux-ci étaient au faîte de leur puissance à la fin du VIe siècle et au VIIe siècle. 
La formation du diocèse de Cork, au XIIe siècle, aurait reflété l'étendue du territoire des Uí Echach Mumhan à cette époque, la partie orientale du diocèse correspondant peut-être au territoire originelle du clan. 

## Généalogie des Eóganacht Raithleann
(en caractères gras, les individus ayant régné)
- Conall Corc mac Lugaid, fondateur de Cashel.
  - Nad Froích mac Cuirc, à l'origine des branches des Eóganacht Chaisil, des Eóganacht Glendamnach, Eóganacht Áine et des Eóganacht Airthir Chlíach.
  - Caipre Luachra mac Cuirc, à l'origine de la branche des Eóganacht Locha Léin.
  - Mac Cass
    - Echu
      - Crimthainn
        - Lóegaire mac Crimthainn, à l'origine des Uí Láegaire.
          - Áeda Osrige
            - Carpri Riastrain
              - Clárenich
                - Duind Sláine Bricc
                  - Éladaich
                    - Fergal

        - Áed Ualgarb mac Crimthainn, à l'origine des Cenel nÁeda.
          - Tigernach
            - Feidlimid mac Tigernaig, † v. 590.
              - Cind Fáelad
                - Fergus
                  - Bécc, † v. 661, à l'origine des Cénel mBéicce.
                    - Fer-dá-Lethe
                      - Artgaile
                        - Connath
                          - Ailella Broga
                            - Cú Chongelt, ancêtre à la 6e génération de[2] :
                              - Máelmuad mac Brain, † en 978.

## Sources
- (en) Francis J. Byrne, Irish Kings and High-Kings, Four Courts Press, Dublin (2001).  (ISBN 978-1-85182-196-9).
- (en) Thomas M. Charles-Edwards, Early Christian Ireland, Cambridge University Press, Cambridge (2000).  (ISBN 0-521-36395-0).
- (en) Histoire de l'Irlande en cartes